# 共王 (周)
共王（きょうおう）は、西周時代の周の王。姓は姫、諱は繄扈。
周の穆王の子として生まれた。穆王が死去すると、共王が周王として即位した。
共王が涇水のほとりを遊行したとき、密の康公が王に従った。康公は土地の者に3人の娘を献上された。康公の母は娘たちを王に献上するよう康公に言ったが、康公は献上しなかった。1年後、共王は密を滅ぼした。
金文では「十五年趞曹鼎」によって共王の実在が確認できる。
共王が死去すると、子の懿王が周王として即位した。